# Blue Microphones

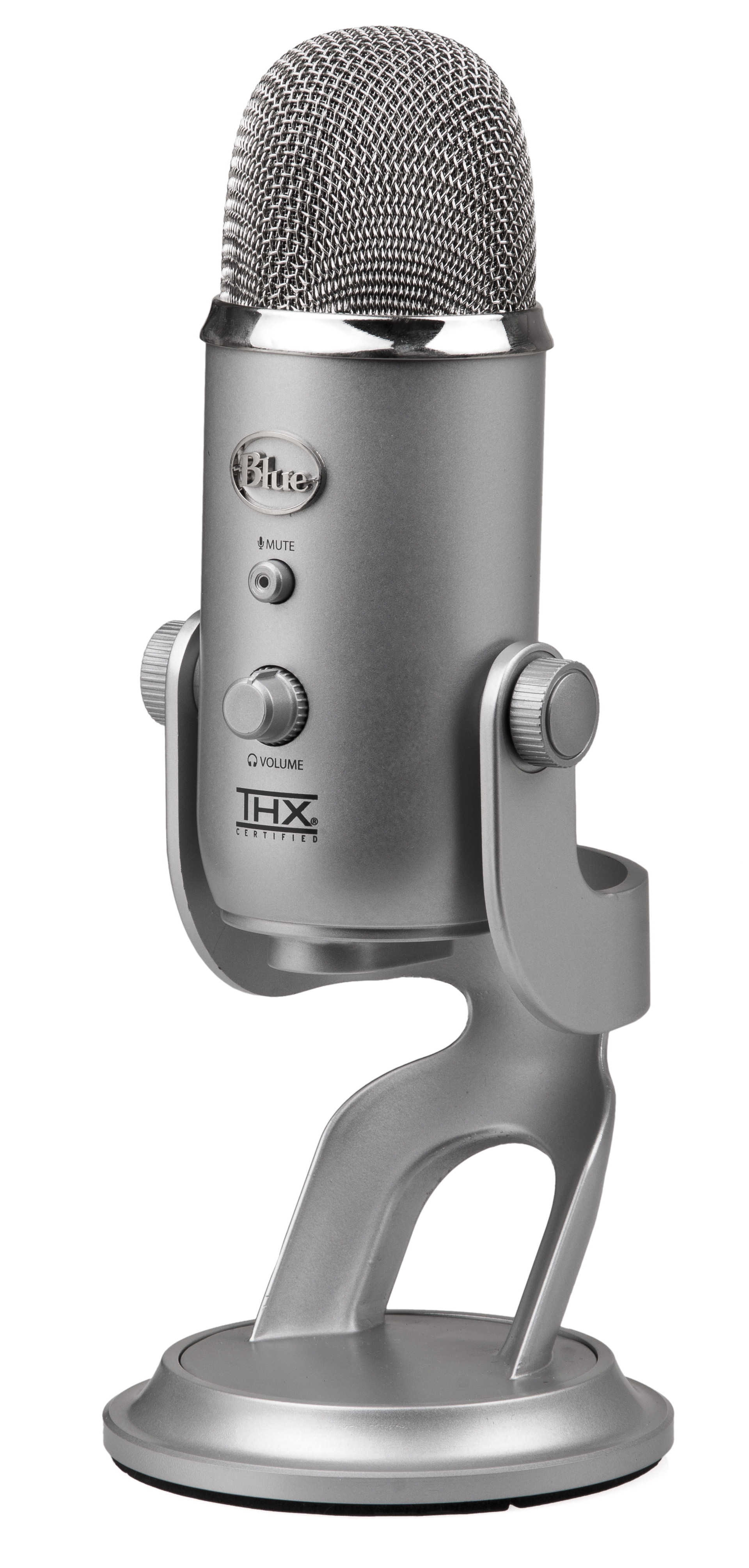
Yeti USB-микрофон

Blue Microphones — компания, которая разрабатывает и производит микрофоны, наушники, звукозаписывающие устройства, сигнальные процессоры и музыкальные аксессуары для профессионалов, музыкантов и потребителей.

## История
Компания Blue Microphones была основана в 1995 году сессионным музыкантом Скиппером Вайсом и звукорежиссёром Мартиньшом Сaулеспуренсом. Название компании является аббревиатурой от Baltic Latvian Universal Electronics. Главный офис компании находится в Уэстлейке Виллидж (Калифорния).
В 2008 году Скиппер и Мартиньш продали компанию Blue Microphones компании Transom Capital — частной акционерной компании из Южной Калифорнии. В 2013 году компания Riverside Company приобрела компанию Blue Microphones у Transom Capital. В 2018 году Logitech купил компанию за 117 млн долларов.

## Продукция
Компания Blue Microphones разрабатывает и производит конденсаторные, ленточные и динамические микрофоны, а также USB-микрофоны и наушники.

### Студийные микрофоны
Компания производит микрофоны Bottle Rocket Stage One, Bottle Rocket Stage Two и The Application Specific Series, каждый со своей собственной звуковой подписью.

### Потребительские микрофоны
Компания Blue Microphones разрабатывает и производит USB-микрофоны, включая Yeti, Snowball и Spark Digital. Spark Digital был первым студийным конденсаторным микрофоном, у которого была совместимость с USB и IOS подключением. Yeti был первым сертифицированным THX-микрофоном.

## Награды
Electronic Musician 2000 Editor’s Choice Microphone of the Year - Blueberry condenser microphone